# Paul Milgrom
Paul Robert Milgrom (* 20. dubna 1948 Detroit) je americký ekonom a také profesor humanitních a přírodních věd na katedře ekonomie Stanfordovy univerzity. V ekonomii se zabývá teorií her, tržním designem, cenovou strategií, ekonomikou organizací a především teorií aukcí, za jejíž vylepšení a za vynález nových formátů aukcí získal v roce 2020 společně s Robertem B. Wilsonem Nobelovu cenu za ekonomii.

## Osobní život a vzdělání
Narodil se 20. dubna 1948 v Detroitu (stát Michigan) ve Spojených státech amerických do židovské rodiny, Abrahama Isaaca Milgroma a jeho ženě Anne (Finkelstein) Milgormové. V roce 1977 se oženil s Jan Thurston s niž má dvě děti, Joshuu Thurston-Milroma a Elanu Thurston-Milgromovou. Po rozvodu se jeho další manželkou stala americko-švédská socioložka Eva M. Meyersson, s niž se seznámil na banketu Nobelovy ceny v roce 1996. Vzali se v roce 2000.
Poté, co se společně se svou rodinou přestěhoval do Oak Parku (stát Michigan), absolvoval střední školu Oak Park High School. V roce 1970 získal titul Bachelor of Arts z matematiky na Michiganské univerzitě a v roce 1978 titul Master of Science ve statistice na Stanfordově univerzitě, o rok později získal titul Ph.D. v oboru podnikání opět na Stanfordově univerzitě. Během doktorského studia se jeho poradcem disertační práce o aukcích stal jeho nynější soused Robert B. Wilson, s nímž v roce 2020 získal Nobelovu cenu za ekonomii za práci s aukcemi. V roce 1982 získal čestný titul MA na Yaleově univerzitě.

## Kariéra
V roce 1979, po získání doktorského titulu na Stanfordově univerzitě, začal působit jako odborný asistent na Northwesternské univerzitě. V následujících letech zde působil jako docent a pak jako profesor. Setrval zde do roku 1983, kdy odešel vyučovat na Yaleovu univerzitu jako profesor ekonomie a managementu. Avšak již v roce 1982 zde působil jako hostující profesor.
Od roku 1987 vyučuje na Stanfordově univerzitě. V současné době zde působí jako:
- Shirley R. a Leonard W. Ely Jr. profesor humanitních a přírodních věd na katedře ekonomie
- Profesor se zdvořilostí/svolením na Stanfordově postgraduální škole obchodu
- Profesor se zdvořilostí/svolením na katedře věd a inženýrství managementu
- Senior fellow na Stanfordově institutu pro výzkum hospodářské politiky (od roku 2007)[5][7]

Paul Milgrom přispěl do mnoha ekonomických oblastí. Zabývá se např. teorií aukcí, tržním designem, teorií her, cenovou strategií, ekonomikou organizací. Ve své práci se zaměřil i na rádiové spektrum, kde inovoval metody alokace zdrojů.
Milgrom je také jedním ze zakladatelů společnosti Autonomics, což je aukční poradenská a softwarová firma s vysokými sázkami nabízející spolehlivá, jednoduchá a přitom inovativní řešení složitých problémů. Je také zakladatelem společnosti Market Design Inc.

## Členství
Paul Milgrom byl v minulosti členem několika různých institucí či výborů. V některých z nich působí i nadále.
Příklady členství:
- členem Národní akademie věd od roku 2006, v současnosti zde působí jako předseda Ekonomické sekce
- členem Výkonného dozorčího výboru CERGE
- členem Ekonometrické společnosti
- členem Americké ekonomické asociace
- členem American Academy of Arts and Sciences[5][7]

## Ocenění a vyznamenání
- 2020 - Cena Švédské národní banky za rozvoj ekonomické vědy na památku Alfreda Nobela - za vývoj teorie aukcí
- 2018 - Cena Johna J. Cartyho za rozvoj vědy
- 2017 - Cena CME-MSRI za inovativní kvantitativní metody
- 2017 - Cena děkana za vynikající výkon v postgraduálním vzdělávání
- 2012 - Cena BBVA Foundation Frontiers of Knowledge Award v kategorii Ekonomika, finance a management
- 2010 - Cena NSF-SBIR Fáze IB za „Začlenění rozpočtových omezení uchazečů do vícepoložkových aukcí“
- 2009 - Cena NSF-SBIR Fáze I za „Začlenění rozpočtových omezení uchazečů do více položek“
- 2008 - Cena Erwina Pleina Nemmerse za ekonomii
- 2003 - Cena Landau economics teaching prize
- 1987 - Award for Best Paper of the Year in the Transactioin of the Society of Actuaries
- 1983 - Research Award
- 1980 - Leonard J. Savage Memorial Thesis Award
- 1976 - Society of Actuaries Triennial Paper Prize za Nejlepší referát pojistného matematika do pěti let od členství, za období 1973-1975.[5][7]

## Publikace

### Knihy
- Putting Auction Theory to Work (Paul R. Milgrom Cambridge: Cambridge University Press, 2004.)
- Economics, Organization, and Management (Paul R. Milgrom, John Roberts Prentice Hall, February 11, 1992.)

### Kapitoly v knihách
- Winning Play in Spectrum Auctions (Jeremy I. Bulow, Jonathan Levin, Paul R. Milgrom. Spectrum Auction Design. Cambridge University Press, 2017.)

### Články ve vědeckých časopisech
- Clock Auctions and Radio Spectrum Reallocation (Paul R. Milgrom, Ilya Segal. Journal of Political Economy. January 2020, Vol. 128, Issue 1, Pages 1–31.)
- Matching with Contracts (John William Hatfield, Paul R. Milgrom. American Economic Review. 2005, Vol. 95, Issue 4, Pages 913-915.)
- Ascending Auctions witih Package Bidding (Lawrence M. Ausubel, Paul R. Milgrom. Advances in Theoretical Economics. 2002, Vol. 1, Issue 1, Pages 1534-5963.)
- Putting Auction Theory to Work: The Simultaneous Ascending Auction (Paul R. Milgrom. Journal of Political Economy. April 2000, Vol. 108, Issue 2, Pages 245-272.)
- The LeChatelier Principle (Paul R. Milgrom, John Roberts. American Economic Review. March 1996, Vol. 86, Issue 1, Pages 173-179.)
- Complementarities and Fit: Strategy, Structure, and Organizational Change in Manufacturing (Paul R. Milgrom, John Roberts. Journal of Accounting and Economics. 1995, Vol. 19, Issue 2-3, Pages 179-208.)
- The Firm as an Incentive System (Bengt Holmstrom, Paul R. Milgrom. American Economic Review. September 1994, Vol. 84, Issue 4, Pages 972-991.)
- Is Sympathy an Economic Value? Philosophy, Economics and the Contingent Valuation Method in Contingent Valuation: A Critical Assessment (Paul R. Milgrom. Contingent Valuation: A Critical Assessment . Emerald Group Publishing Limited, 1993, Pages 417-441.)
- Complementarities, Momentum, and the Evolution of Modern Manufacturing (Paul R. Milgrom, Yingyi Qian, John Roberts. American Economic Review, Papers and Proceedings. May 1991, Vol. 81, Issue 2, Pages 84–88.)
- Rationalizability, Learning, and Equilibrium in Games with Strategic Complementarities (Paul R. Milgrom, John Roberts. Econometrica. 1990, Vol. 58, Issue 6, Pages 1255-1277.)
- The Economics of Modern Manufacturing: Technology, Strategy, and Organization (Paul R. Milgrom, John Roberts. American Economic Review. 1990, Vol. 80, Issue 3, Pages 511-528.)
- An Economic Approach to Influence Activities in Organizations (Paul R. Milgrom, John Roberts. American Journal of Sociology. 1988, Vol. 94, Issue Supplement: Organizations and Institutions: Sociological and Economic Approaches to the Analysis of Social Structure , Pages S154-S179.)
- Employment Contracts, Influence Activities, and Efficient Organizational Design (Paul R. Milgrom. Journal of Political Economy. 1988, Vol. 96, Issue 1, Pages 42–60.)
- A Theory of Auctions and Competitive Bidding (Paul R. Milgrom, Robert J. Weber. Econometrica. September 1982, Vol. 50, Issue 5, Pages 1089-1122.)

## Teorie aukcí
Teorie aukcí zkoumá chování dražitelů při aukcích, pravidla aukcí a mechanismy, které určují výslednou cenu prodávané komodity nebo služby. První teorii aukcí formuloval William Vickrey v 60. letech 19. století.
Dle teorie aukcí existují 3 klíčové proměnné, které určují výslednou cenu komodity nebo služby, a které ovlivňují chování a strategii dražitelů:
- pravidla aukce
- komodita či služba, která se v dražbě prodává a jak jí oceňuje každý z dražitelů
- nejistota, tzn., jaké informace o hodnotě prodávané komodity nebo služby mají ostatní dražitelé.

Teorie aukcí zjišťuje, jak tyto faktory ovlivňují chování dražitelů, a tím i výsledek aukce. Díky teorií aukcí je tak možné navrhnout pravidla aukce tak, aby byla maximalizována její užitečnost v závislosti na komoditě či zboží, které je v aukci prodáváno a na subjektu, který komoditu či zboží prodává.
Základními typy aukcí, které popsal William Vickrey jsou:
- Anglická aukce - spočívá v postupném zvyšování nabídek dražitelů, ten, kdo podá nejvyšší nabídku, získá draženou komoditu či službu.[10]
- Holandská aukce - spočívá v postupném snižování nabídky, dokud se nenajde dražitel, který vyhlášenou cenu komodity či služby akceptuje.[11]
- Obálková metoda (First-Price Sealed-Bid Auction) - dražitelé svojí nabídku předají organizátorovi aukce v uzavřené obálce. Dražitel s nejvyšší nabídkou získá draženou komoditu či službu.[12]
- Obálková metoda (Second-Price Sealed-Bid Auction) - stejně jako v předchozím případě dražitelé předají svojí nabídku organizátorovi aukce v uzavřené obálce. Draženou komoditu či službu získá dražitel s nejvyšší nabídkou, zaplatí ale cenu ve výši druhé nejvyšší nabídky.[13]

### Přínos Paula R. Milgroma k teorii aukcí
Paul Milgrom společně s Robertem Wilsonem k teorii aukcí přispěli vytvořením nových formátů aukcí, pomocí kterých se rozdělují mobilní frekvence mobilním operátorům. Předně se jedná o metodu Simoultaneous Multiple Round Auction (SMRA), kterou v roce 1994 začala využívat Americká federální komise (FCC) pro spoje při rozdělování mobilních frekvencí. Metoda spočívá v tom, že všechny frekvence se začínají nabízet najednou a zároveň je umožněno opakovaně navyšovat nabídky. Mechanismus je podobný anglické aukci; dražitel, který podá nejvyšší nabídku, získá frekvenci. Díky postupnému přihazování dražitelé postupně získávají informace o zájmu ostatních o danou frekvenci a mohou tomu přizpůsobit své chování. Po vyčerpání nabídky aukce končí. Tato metoda měla ve Spojených státech velký úspěch a byla přejata i dalšími státy, například Kanadou, Německem, Švédskem nebo Spojeným královstvím.
Tento aukční mechanismus je obecně využitelný pro alokaci veřejných statků, např. prodej elektřiny nebo zemního plynu.
Paul Milgrom se také podílel na návrhu modifikované aukce (tzv. Combinatorial Clock Auction), která umožňuje, aby mobilní operátoři dražili více frekvencí najednou v jednom balíčku. Další metodou, kterou pro FCC navrhl s týmem ekonomických poradců v letech 2012-2017, je tzv. pobídková aukce (Incentive Auction). Tato aukce je rozdělena na dvě kola. V prvním kole státní orgán nakoupí licence na užívání mobilních frekvencí od stávajících držitelů, kteří o ně již nemají zájem, ve druhém kole dochází k jejich opětovnému prodeji. Tento typ aukce FCC využila při změně využití rádiového spektra z televizního vysílání na bezdrátové širokopásmové připojení.